# Eulemur collaris
El lémur marrón de collar (Eulemur collaris) de primate estrepsirrino de la familia Lemuridae. Es endémico de Madagascar, concretamente del noreste de la isla. Tiene hábitos diurnos y arbóreos.

## Ecología
Los lémur marrón de collar viven en el bosque lluvioso del este de Madagascar. Se alimentan de frutos y otras plantas. Estos animales se encuentran en peligro de extinción porque la gente está destruyendo el bosque para cultivar alimentos y debido también a la caza. Los conservadores están trabajando para ayudar a detener la destrucción de su hábitat y la cacería, para salvar al lémur marrón de collar de la extinción.

## Anatomía
De la punta de la cabeza a la punta de la cola puede medir hasta 122 cm, pero solo pesa de 3.5 a 4.5 kg. Tanto los machos como las hembras son iguales, con marcas blancas y negras y un collarín de pelo marrón largo alrededor de sus orejas y cuello.

## Comportamiento
Los lémures marrones de collar viven en pequeños grupos de 2 a 5 individuos. Comparten un territorio común en donde viven, y lo defienden de grupos vecinos. Una manera de hacer esto es utilizando unos potentes gritos para avisar a otros lémures que se encuentran ahí. También trabajan juntos para protegerse unos a otros de los depredadores. Sus mayores depredadores son las boas constrictor, las águilas y un depredador llamado fossa. Si un lémur detecta a un depredador, emite unos fuertes llamados de alarma, para alertar a los otros miembros de su grupo. Los miembros de un grupo también se asean unos a otros con sus patas, esto les ayuda a mantenerse limpios y mantener fuertes lazos de amistad en el grupo.